# Vietteania homoeoptera
Vietteania homoeoptera är en fjärilsart som beskrevs av George Francis Hampson 1918. Vietteania homoeoptera ingår i släktet Vietteania och familjen nattflyn. Inga underarter finns listade i Catalogue of Life.